# 瑞恵バイパス
瑞恵（ずいけい）バイパス及び瑞恵道路（ずいけいどうろ）とは岐阜県瑞浪市と同県恵那市の間を結ぶ計画（事業中）の国道19号のバイパスである。2021年（令和3年）現在全線未開通である。なお、正式な道路名は一般国道19号瑞浪恵那道路である。

## 概要
現在の国道19号の瑞浪・恵那間は片側1車線の対面通行のため慢性的な渋滞や交通事故、騒音被害が多発している。特に交通事故が起こると長時間に及ぶ通行止めとなる。通行止めを回避するための迂回路は中央自動車道以外に幅の狭い道しかなく、1つの事故で岐阜県東濃地域の東西交流を遮断し、さらには名古屋都市圏・長野県域にも影響を及ぼすなど大きな問題となっている。現道の車線数を広げようと思っても中央自動車道や中央本線や土岐川と並走している影響でこれ以上車線を増やすための用地がない。
以上の理由から周辺地域では昔から瑞浪・恵那間のバイパス建設や4車線化を求める声が多くでていた。1996年（平成8年）に瑞浪・恵那両市で議会特別委員会と促進協議会が設置され、2001年（平成13年）からは国土交通省が周辺住民とともにルート帯などを検討した。2004年（平成16年）からは整備に向けて関係機関で協議を進めていた。
そして2009年（平成21年）5月に国土交通省からルート案が公表され、早期実現を目指す緊急決議が採択された。
中央本線を挟んで国道19号現道に並行して建設され、起点・終点共に国道19号現道と接続する予定である。なお事業規模は数百億円になる見込みである。

### 路線データ[1]
- 起点：岐阜県瑞浪市土岐町
- 終点：岐阜県恵那市長島町
- 計画延長：約12.5 km
- 標準幅員：16.25 m
- 車線数：4車線
- 道路規格：第3種第2級
- 設計速度：60 km/h

## 地理

### 通過する自治体
- 岐阜県
  - 瑞浪市 - 恵那市

### 交差する道路
- 国道19号（瑞浪バイパス）
- 岐阜県道65号恵那御嵩線
- 国道418号
- 国道19号（恵那バイパス）

## 沿革
瑞浪恵那道路整備促進協議会は2014年6月までに都市計画決定を行い、2015年（平成27年）には国が事業化することを目標としていたが、
2014年（平成26年）4月に都市計画決定され、2018年（平成30年）までに全区間が事業化された。

### 年表
- 2014年（平成26年）4月：都市計画決定[1]。
- 2015年（平成27年）4月：瑞浪市土岐町～恵那市武並町間8.2km事業化[1][8]。
- 2017年（平成29年）12月：瑞浪市土岐町～恵那市武並町間着工[1]。
- 2018年（平成30年度）4月：恵那市武並町〜恵那市長島町間4.3km事業化[8]。